# 伊吹ひかり
伊吹 ひかり（いぶき ひかり、1989年5月12日 - ）は日本の元ファッションモデル・女優。旧名義は伊吹 光世（いぶき みつよ）。活動していた当時の芸能事務所はタンバリンアーティスツ。特技はピアノ、バレエ、長距離走、バスケットボール。高校でもバスケ部のマネージャーを務めた。

## 概要
東京都出身。2002年に学研の中学生向けファッション雑誌『ピチレモン』の第7回オーディションで準グランプリを獲得し、同誌の専属モデル（ピチモ）になった（当時13歳）。2003年秋には名義を「伊吹 光世」から「伊吹 ひかり」に変更。2006年6月号でピチモを卒業し、2007年ごろに芸能界を引退。

## 主な出演

### ファッションモデル
- 雑誌『ピチレモン』（学研） 2002年10月号 - 2006年6月号
- 写真集『スクールガール』（2005年8月、新風舎） - 小林基行撮影

### スチルモデル
- ドリーミュージック / ゲントウキ
  - 4thシングル「さらば!」ジャケット（2004年11月10日）
  - 5thシングル「はじまりの季節」ジャケット（2005年4月6日）
  - 6thシングル「追憶のレイニーデイ」ジャケット（2005年6月22日）
  - 2ndアルバム「感情のタマゴ」ジャケット（2005年8月3日）
- NTT東日本「フレッツひかり」キャンペーン（2005年12月 - 2006年3月）

### CMモデル
- タカラ「愛犬物語」（2003年10月）

### 演技
- 映画『問題のない私たち』（2004年2月、レジェンド・ピクチャーズ）
- 映画『ピチモでドラマ－私がモデルになれた理由－』（2005年12月、東映ビデオ）
- CDドラマ『カードマスター・アークエンジェル Vol.1』（2005年8月） - 酒井葵役
- 舞台『チキン・マジシャン』（2005年12月、タンバリンプロデューサーズ） - 丹羽日代子役
- 舞台『キラーinキラーズ』（2006年4月、タンバリンプロデューサーズ） - 李陽陽役
- TVバラエティ『行列のできる法律相談所』（2006年6月24日） - 再現VTR